# Tombe preistoriche dell'Arco di Augusto
Le tombe protostoriche dell'arco di Augusto, risalenti all'inizio del X secolo a.C., si trovano nei pressi delle fondazioni dello scomparso arco di Augusto, nel Foro romano a Roma.

## Descrizione
Negli anni '50 del XX secolo vennero scavate quattro tombe nell'area immediatamente adiacente all'arco. Tra queste la tomba n.1, un pozzo a incinerazione, restituì un corredo funerario completo, composto da sei pezzi ceramici e una fibula metallica.
Le ceramiche comprendevano:
1. un orciuolo globulare monoansato (cioè con un solo manico)
2. il coperchio dell'orciuolo
3. un orciuolo simile, ma più piccolo e privo di coperchio
4. una piccola olla biconica (cioè di forma simile a due tronchi di cono simmetrici sovrapposti) biansata
5. un piattello, dotato di piede a tronco di cono
6. una ciotola carenata (cioè con la parte centrale sporgente e leggermente appuntita) con manico perforato

La fibula è ad arco semplice con noduli (cioè con avvitamenti).
Gli elementi riconducono a un ambito laziale, vicina a ritrovamenti simili sui Colli Albani (tomba di San Lorenzo Vecchio). La cultura che li ha prodotti era parallela a quella proto-villanoviana, con forme vascolari più semplici e prive di decorazioni. La datazione proposta è quella dell'inizio del I millennio a.C., nella fase finale dell'età del bronzo, e testimonierebbe quindi l'abitazione stabile del nucleo arcaico di Roma già a quell'epoca.
Il corredo della tomba è oggi conservato all'Antiquarium forense di Roma.
L'uso della zona come luogo di sepoltura si spostò in seguito gradualmente verso Est, come testimoniano le sepolture via via più tarde dell'adiacente necropoli del tempio di Antonino Pio e Faustina.

## Altri sepolcreti dei Fori
Sepolture più antiche sono state rinvenute nell'area del Foro di Cesare, dove l'omonima necropoli è riferibile al periodo compreso tra il XII e X secolo a.C., mentre quelle scoperte nei pirmi anni del novecento, in quello che venne chiamato sepolcretum, sono databili ad un periodo compreso tra il X e il V secolo a.C. .